# Автошлях Т 2308
Автошля́х Т 2308 — територіальний автомобільний шлях в Україні, Гуків — Дунаївці — Могилів-Подільський. Проходить територією Вінницької та Хмельницької областей.
Починається в селі Гуків, проходить через смт Смотрич, Дунаївці, Миньківці, Нову Ушицю та закінчується в місті Могилів-Подільський. Дорога забезпечує для вантажних автомобілів — 3 машиномісця, а для легкових — 6.
Загальна довжина — 162,1 км.